# Thallocen
Thallocen ist eine metallorganische Thalliumverbindung.

## Darstellung
Thallocen kann aus Thallium(I)-hydroxid oder anderen Thalliumsalzen in Gegenwart von Laugen und Cyclopentadien in nahezu quantitativer Ausbeute gewonnen werden.
{\displaystyle {\ce {TlOH + C5H6 ->[{NaOH}][{25°C}] TlC5H5 + H2O}}}

## Eigenschaften
Thallocen sublimiert bei 10 Torr (13 mbar) und 100–110 °C. Bei Erwärmen mit verdünnten Säuren zersetzt es sich zu Cyclopentadien und dem Thallium(I)-salz der Säure.
Des Weiteren ist Thallocen thermochromisch aktiv. Während die Kristalle bei 0 °C farblos sind, sind sie bei 60 °C gelblich.

## Verwendung
Thallocen wird zur Synthese diverser Metallocene verwendet.